# Campionato asiatico e oceaniano maschile di pallavolo 2019
Il campionato asiatico e oceaniano maschile di pallavolo 2019 si è svolto dal 13 al 21 settembre 2019 a Teheran, in Iran: al torneo hanno partecipato sedici squadre nazionali asiatiche e oceaniane e la vittoria finale è andata per la terza volta all'Iran.

## Impianti
|                                                                           |                                                                           |  |
|                                                                           |                                                                           |  |
| Azadi Indoor Stadium Città: Teheran Capienza: 12000 Anno d'apertura: 1974 | Azadi Volleyball Hall Città: Teheran Capienza: 3000 Anno d'apertura: 1971 |  |

## Regolamento

### Formula
Le squadre hanno disputato una prima fase a gironi con formula del girone all'italiana; al termine della prima fase le prime due classificate del girone A e C hanno acceduto al girone E e le prime due classificate del girone B e D hanno acceduto al girone F, mentre le ultime due classificate del girone A e C hanno acceduto al girone G e le ultime due classificate del girone B e D hanno acceduto al girone H. Le squadre hanno disputato una seconda fase a gironi con formula del girone all'italiana, conservando i risultati degli scontri diretti:
- Le squadre del girone E e F hanno acceduto alla fase finale per il primo posto, strutturata in quarti di finale, semifinali, finale per il terzo posto e finale.
- Le quattro eliminate ai quarti di finale della fase finale per il primo posto hanno acceduto alla fase finale per il quinto posto, strutturata in semifinali, finale per il settimo posto e finale per il quinto posto.
- Le prime due classificate del girone G e H hanno acceduto alla fase finale per il nono posto, strutturata in semifinali, finale per l'undicesimo posto e finale per il nono posto.
- Le ultime due classificate del girone G e H hanno acceduto alla fase finale tredicesimo posto, strutturata in semifinali, finale per il quindicesimo posto e finale per il tredicesimo posto.

### Criteri di classifica
Se il risultato finale è stato di 3-0 o 3-1 sono stati assegnati 3 punti alla squadra vincente e 0 a quella sconfitta, se il risultato finale è stato di 3-2 sono stati assegnati 2 punti alla squadra vincente e 1 a quella sconfitta.
L'ordine del posizionamento in classifica è stato definito in base a:
- Numero di partite vinte;
- Punti;
- Ratio dei set vinti/persi;
- Ratio dei punti realizzati/subiti;
- Risultati degli scontri diretti.

## Squadre partecipanti
| Squadra       | Qualificazione      | Ultima partecipazione |
| ------------- | ------------------- | --------------------- |
| Australia     | -                   | Indonesia 2017        |
| Cina          | -                   | Indonesia 2017        |
| Corea del Sud | -                   | Indonesia 2017        |
| Giappone      | -                   | Indonesia 2017        |
| Hong Kong     | -                   | Indonesia 2017        |
| India         | -                   | Iran 2015             |
| Indonesia     | -                   | Indonesia 2017        |
| Iran          | Paese organizzatore | Indonesia 2017        |
| Kazakistan    | -                   | Indonesia 2017        |
| Kuwait        | -                   | Iran 2015             |
| Oman          | -                   | Iran 2015             |
| Pakistan      | -                   | Indonesia 2017        |
| Qatar         | -                   | Indonesia 2017        |
| Sri Lanka     | -                   | Indonesia 2017        |
| Taipei cinese | -                   | Indonesia 2017        |
| Thailandia    | -                   | Indonesia 2017        |

## Torneo

### Prima fase
| Girone A  | Girone B      | Girone C   | Girone D      |
| --------- | ------------- | ---------- | ------------- |
| Australia | Giappone      | Cina       | Corea del Sud |
| Iran      | Hong Kong     | India      | Indonesia     |
| Qatar     | Taipei cinese | Kazakistan | Kuwait        |
| Sri Lanka | Thailandia    | Oman       | Pakistan      |

#### Girone A

##### Risultati
| 13 settembre 2019 Azadi Indoor Stadium, Teheran Durata: 1h:58 - Spettatori: 350   | Australia | 3 - 2 | Qatar     | 25-23, 25-21, 23-25, 18-25, 15-10 |
| 13 settembre 2019 Azadi Indoor Stadium, Teheran Durata: 1h:33 - Spettatori: 1 200 | Iran      | 3 - 0 | Sri Lanka | 25-15, 25-17, 25-23               |
| 14 settembre 2019 Azadi Indoor Stadium, Teheran Durata: 1h:19 - Spettatori: 1 500 | Qatar     | 0 - 3 | Iran      | 18-25, 15-25, 17-25               |
| 14 settembre 2019 Azadi Volleyball Hall, Teheran Durata: 1h:51 - Spettatori: 100  | Sri Lanka | 0 - 3 | Australia | 15-25, 30-32, 13-25               |
| 15 settembre 2019 Azadi Indoor Stadium, Teheran Durata: 1h:22 - Spettatori: 200   | Qatar     | 3 - 0 | Sri Lanka | 25-21, 25-14, 25-15               |
| 15 settembre 2019 Azadi Indoor Stadium, Teheran Durata: 2h:06 - Spettatori: 3 500 | Iran      | 1 - 3 | Australia | 25-22, 23-25, 21-25, 21-25        |

##### Classifica
| Pos | Squadra   | Pt | G | V | P | SV | SP | Ratio | PF  | PS  | Ratio |
| --- | --------- | -- | - | - | - | -- | -- | ----- | --- | --- | ----- |
| 1   | Australia | 8  | 3 | 3 | 0 | 9  | 3  | 3,000 | 285 | 252 | 1,130 |
| 2   | Iran      | 6  | 3 | 2 | 1 | 7  | 3  | 2,333 | 240 | 202 | 1,188 |
| 3   | Qatar     | 4  | 3 | 1 | 2 | 5  | 6  | 0,833 | 229 | 231 | 0,991 |
| 4   | Sri Lanka | 0  | 3 | 0 | 3 | 0  | 9  | 0,000 | 163 | 232 | 0,702 |

#### Girone B

##### Risultati
| 13 settembre 2019 Azadi Indoor Stadium, Teheran Durata: ? - Spettatori: 250       | Hong Kong     | 0 - 3 | Giappone      | 21-25, 15-25, 11-25        |
| 13 settembre 2019 Azadi Indoor Stadium, Teheran Durata: 1h:59 - Spettatori: 1 000 | Thailandia    | 1 - 3 | Taipei cinese | 16-25, 25-23, 16-25, 21-25 |
| 14 settembre 2019 Azadi Indoor Stadium, Teheran Durata: 1h:19 - Spettatori: 100   | Taipei cinese | 3 - 0 | Hong Kong     | 25-11, 25-10, 25-17        |
| 14 settembre 2019 Azadi Indoor Stadium, Teheran Durata: ? - Spettatori: 200       | Giappone      | 3 - 0 | Thailandia    | 25-19, 25-20, 25-13        |
| 15 settembre 2019 Azadi Indoor Stadium, Teheran Durata: 1h:55 - Spettatori: 800   | Hong Kong     | 1 - 3 | Thailandia    | 25-22, 13-25, 20-25, 21-25 |
| 15 settembre 2019 Azadi Volleyball Hall, Teheran Durata: 2h:00 - Spettatori: 200  | Taipei cinese | 1 - 3 | Giappone      | 15-25, 18-25, 26-24, 21-25 |

##### Classifica
| Pos | Squadra       | Pt | G | V | P | SV | SP | Ratio | PF  | PS  | Ratio |
| --- | ------------- | -- | - | - | - | -- | -- | ----- | --- | --- | ----- |
| 1   | Giappone      | 9  | 3 | 3 | 0 | 9  | 1  | 9,000 | 249 | 179 | 1,391 |
| 2   | Taipei cinese | 6  | 3 | 2 | 1 | 7  | 4  | 1,750 | 253 | 215 | 1,176 |
| 3   | Thailandia    | 3  | 3 | 1 | 2 | 4  | 7  | 0,571 | 227 | 252 | 0,900 |
| 4   | Hong Kong     | 0  | 3 | 0 | 3 | 1  | 9  | 0,111 | 164 | 247 | 0,663 |

#### Girone C

##### Risultati
| 13 settembre 2019 Azadi Volleyball Hall, Teheran Durata: ? - Spettatori: 600     | Cina       | 3 - 1 | Oman       | 25-17, 22-25, 25-18, 25-16       |
| 13 settembre 2019 Azadi Volleyball Hall, Teheran Durata: ? - Spettatori: ?       | Kazakistan | 2 - 3 | India      | 29-31, 14-25, 30-28, 25-18, 9-15 |
| 14 settembre 2019 Azadi Volleyball Hall, Teheran Durata: 1h:28 - Spettatori: 100 | Oman       | 0 - 3 | Kazakistan | 21-25, 26-28, 16-25              |
| 14 settembre 2019 Azadi Volleyball Hall, Teheran Durata: 1h:24 - Spettatori: 200 | India      | 0 - 3 | Cina       | 16-25, 15-25, 21-25              |
| 15 settembre 2019 Azadi Volleyball Hall, Teheran Durata: 1h:46 - Spettatori: 200 | India      | 3 - 1 | Oman       | 22-25, 25-12, 25-21, 25-19       |
| 15 settembre 2019 Azadi Volleyball Hall, Teheran Durata: 1h:36 - Spettatori: 75  | Cina       | 3 - 0 | Kazakistan | 25-23, 25-19, 25-20              |

##### Classifica
| Pos | Squadra    | Pt | G | V | P | SV | SP | Ratio | PF  | PS  | Ratio |
| --- | ---------- | -- | - | - | - | -- | -- | ----- | --- | --- | ----- |
| 1   | Cina       | 9  | 3 | 3 | 0 | 9  | 1  | 9,000 | 247 | 190 | 1,300 |
| 2   | India      | 5  | 3 | 2 | 1 | 6  | 6  | 1,000 | 266 | 259 | 1,027 |
| 3   | Kazakistan | 4  | 3 | 1 | 2 | 5  | 6  | 0,833 | 247 | 255 | 0,968 |
| 4   | Oman       | 0  | 3 | 0 | 3 | 2  | 9  | 0,222 | 216 | 272 | 0,794 |

#### Girone D

##### Risultati
| 13 settembre 2019 Azadi Volleyball Hall, Teheran Durata: ? - Spettatori: 200     | Indonesia     | 3 - 1 | Kuwait        | 22-25, 25-20, 25-17, 25-18        |
| 13 settembre 2019 Azadi Volleyball Hall, Teheran Durata: ? - Spettatori: 155     | Corea del Sud | 3 - 0 | Pakistan      | 25-23, 25-23, 25-19               |
| 14 settembre 2019 Azadi Indoor Stadium, Teheran Durata: ? - Spettatori: ?        | Kuwait        | 0 - 3 | Corea del Sud | 14-25, 16-25, 11-25               |
| 14 settembre 2019 Azadi Volleyball Hall, Teheran Durata: ? - Spettatori: 200     | Pakistan      | 3 - 2 | Indonesia     | 25-20, 26-24, 19-25, 20-25, 15-13 |
| 15 settembre 2019 Azadi Indoor Stadium, Teheran Durata: 1h:24 - Spettatori: 100  | Corea del Sud | 3 - 0 | Indonesia     | 25-22, 25-19, 25-20               |
| 15 settembre 2019 Azadi Volleyball Hall, Teheran Durata: 1h:49 - Spettatori: 200 | Kuwait        | 1 - 3 | Pakistan      | 19-25, 25-20, 22-25, 16-25        |

##### Classifica
| Pos | Squadra       | Pt | G | V | P | SV | SP | Ratio | PF  | PS  | Ratio |
| --- | ------------- | -- | - | - | - | -- | -- | ----- | --- | --- | ----- |
| 1   | Corea del Sud | 9  | 3 | 3 | 0 | 9  | 0  | MAX   | 225 | 167 | 1,347 |
| 2   | Pakistan      | 5  | 3 | 2 | 1 | 6  | 6  | 1,000 | 265 | 264 | 1,003 |
| 3   | Indonesia     | 4  | 3 | 1 | 2 | 5  | 7  | 0,714 | 265 | 260 | 1,019 |
| 4   | Kuwait        | 0  | 3 | 0 | 3 | 2  | 9  | 0,222 | 203 | 267 | 0,760 |

### Seconda fase
| Girone E  | Girone F      | Girone G   | Girone H   |
| --------- | ------------- | ---------- | ---------- |
| Australia | Corea del Sud | Kazakistan | Hong Kong  |
| Cina      | Giappone      | Oman       | Indonesia  |
| India     | Pakistan      | Qatar      | Kuwait     |
| Iran      | Taipei cinese | Sri Lanka  | Thailandia |

#### Girone E

##### Risultati
| 17 settembre 2019 Azadi Volleyball Hall, Teheran Durata: 1h:28 - Spettatori: 200  | Australia | 3 - 0 | India | 29-27, 26-24, 25-21        |
| 17 settembre 2019 Azadi Indoor Stadium, Teheran Durata: 1h:28 - Spettatori: 3 500 | Cina      | 0 - 3 | Iran  | 18-25, 23-25, 17-25        |
| 18 settembre 2019 Azadi Indoor Stadium, Teheran Durata: 1h:15 - Spettatori: 3 000 | Iran      | 3 - 0 | India | 25-16, 25-21, 25-21        |
| 18 settembre 2019 Azadi Volleyball Hall, Teheran Durata: 1h:52 - Spettatori: 150  | Australia | 3 - 1 | Cina  | 24-26, 25-19, 25-19, 25-22 |

##### Classifica
| Pos | Squadra   | Pt | G | V | P | SV | SP | Ratio | PF  | PS  | Ratio |
| --- | --------- | -- | - | - | - | -- | -- | ----- | --- | --- | ----- |
| 1   | Australia | 9  | 3 | 3 | 0 | 9  | 2  | 4,500 | 276 | 248 | 1,112 |
| 2   | Iran      | 6  | 3 | 2 | 1 | 7  | 3  | 2,333 | 240 | 213 | 1,126 |
| 3   | Cina      | 3  | 3 | 1 | 2 | 4  | 6  | 0,666 | 219 | 226 | 0,969 |
| 4   | India     | 0  | 3 | 0 | 3 | 0  | 9  | 0,000 | 182 | 230 | 0,791 |

#### Girone F

##### Risultati
| 17 settembre 2019 Azadi Volleyball Hall, Teheran Durata: 1h:28 - Spettatori: 100 | Giappone      | 3 - 0 | Pakistan      | 25-23, 25-20, 25-21               |
| 17 settembre 2019 Azadi Indoor Stadium, Teheran Durata: 1h:28 - Spettatori: 150  | Corea del Sud | 3 - 0 | Taipei cinese | 25-21, 25-19, 26-24               |
| 18 settembre 2019 Azadi Volleyball Hall, Teheran Durata: 1h:57 - Spettatori: 150 | Taipei cinese | 3 - 2 | Pakistan      | 25-23, 17-25, 25-20, 18-25, 15-11 |
| 18 settembre 2019 Azadi Indoor Stadium, Teheran Durata: 2h:14 - Spettatori: 350  | Giappone      | 2 - 3 | Corea del Sud | 25-20, 23-25, 25-18, 23-25, 14-16 |

##### Classifica
| Pos | Squadra       | Pt | G | V | P | SV | SP | Ratio | PF  | PS  | Ratio |
| --- | ------------- | -- | - | - | - | -- | -- | ----- | --- | --- | ----- |
| 1   | Corea del Sud | 8  | 3 | 3 | 0 | 9  | 2  | 4,500 | 255 | 239 | 1,066 |
| 2   | Giappone      | 7  | 3 | 2 | 1 | 8  | 4  | 2,000 | 284 | 248 | 1,145 |
| 3   | Taipei cinese | 2  | 3 | 1 | 2 | 4  | 8  | 0,500 | 244 | 279 | 0,874 |
| 4   | Pakistan      | 1  | 3 | 0 | 3 | 2  | 9  | 0,222 | 233 | 250 | 0,932 |

#### Girone G

##### Risultati
| 17 settembre 2019 Azadi Indoor Stadium, Teheran Durata: 1h:21 - Spettatori: 150  | Qatar      | 3 - 0 | Oman       | 25-18, 25-20, 25-16        |
| 17 settembre 2019 Azadi Volleyball Hall, Teheran Durata: 2h:03 - Spettatori: 150 | Kazakistan | 1 - 3 | Sri Lanka  | 33-35, 25-22, 20-25, 22-25 |
| 18 settembre 2019 Azadi Volleyball Hall, Teheran Durata: 1h:59 - Spettatori: 150 | Sri Lanka  | 3 - 1 | Oman       | 33-31, 25-19, 23-25, 25-23 |
| 18 settembre 2019 Azadi Indoor Stadium, Teheran Durata: 1h:48 - Spettatori: 150  | Qatar      | 1 - 3 | Kazakistan | 21-25, 23-25, 25-13, 22-25 |

##### Classifica
| Pos | Squadra    | Pt | G | V | P | SV | SP | Ratio | PF  | PS  | Ratio |
| --- | ---------- | -- | - | - | - | -- | -- | ----- | --- | --- | ----- |
| 1   | Qatar      | 6  | 3 | 2 | 1 | 7  | 3  | 2,333 | 241 | 192 | 1,255 |
| 2   | Kazakistan | 6  | 3 | 2 | 1 | 7  | 4  | 1,750 | 266 | 261 | 1,019 |
| 3   | Sri Lanka  | 6  | 3 | 2 | 1 | 6  | 5  | 1,200 | 263 | 273 | 0,963 |
| 4   | Oman       | 0  | 3 | 0 | 3 | 1  | 9  | 0,111 | 215 | 259 | 0,830 |

#### Girone H

##### Risultati
| 17 settembre 2019 Azadi Indoor Stadium, Teheran Durata: 1h:24 - Spettatori: 1 000 | Thailandia | 3 - 0 | Kuwait    | 26-24, 25-21, 25-16              |
| 17 settembre 2019 Azadi Volleyball Hall, Teheran Durata: 1h:26 - Spettatori: 250  | Indonesia  | 3 - 0 | Hong Kong | 25-21, 25-18, 25-20              |
| 18 settembre 2019 Azadi Volleyball Hall, Teheran Durata: 1h:57 - Spettatori: 100  | Hong Kong  | 3 - 1 | Kuwait    | 25-22, 29-27, 24-26, 25-18       |
| 18 settembre 2019 Azadi Indoor Stadium, Teheran Durata: 1h:57 - Spettatori: 300   | Thailandia | 3 - 2 | Indonesia | 25-22, 25-20, 23-25, 23-25, 15-9 |

##### Classifica
| Pos | Squadra    | Pt | G | V | P | SV | SP | Ratio | PF  | PS  | Ratio |
| --- | ---------- | -- | - | - | - | -- | -- | ----- | --- | --- | ----- |
| 1   | Thailandia | 8  | 3 | 3 | 0 | 9  | 3  | 3,000 | 284 | 241 | 1,178 |
| 2   | Indonesia  | 7  | 3 | 2 | 1 | 8  | 4  | 2,000 | 273 | 250 | 1,092 |
| 3   | Hong Kong  | 3  | 3 | 1 | 2 | 4  | 7  | 0,571 | 241 | 265 | 0,909 |
| 4   | Kuwait     | 0  | 3 | 0 | 3 | 2  | 9  | 0,222 | 234 | 276 | 0,847 |

### Fase finale

#### Finali 1º e 3º posto
|  | Quarti        | Quarti    |               |          | Semifinali         | Semifinali         |  |  | Finale 1º/2º posto | Finale 1º/2º posto |
|  |               |           |               |          |                    |                    |  |  |                    |                    |
|  |               |           |               |          |                    |                    |  |  |                    |                    |
|  |               |           |               |          |                    |                    |  |  |                    |                    |
|  | Corea del Sud | 3         |               |          |                    |                    |  |  |                    |                    |
|  | Corea del Sud | 3         |               |          |                    |                    |  |  |                    |                    |
|  | India         | 1         |               |          |                    |                    |  |  |                    |                    |
|  | India         | 1         | Corea del Sud | 1        |                    |                    |  |  |                    |                    |
|  |               |           | Corea del Sud | 1        |                    |                    |  |  |                    |                    |
|  |               | Iran      | 3             |          |                    |                    |  |  |                    |                    |
|  | Iran          | Iran      | 3             | 3        |                    |                    |  |  |                    |                    |
|  | Iran          |           |               | 3        |                    |                    |  |  |                    |                    |
|  | Taipei cinese | 0         |               |          |                    |                    |  |  |                    |                    |
|  | Taipei cinese | 0         | Iran          | 3        |                    |                    |  |  |                    |                    |
|  |               |           | Iran          | 3        |                    |                    |  |  |                    |                    |
|  |               | Australia | 0             |          |                    |                    |  |  |                    |                    |
|  | Australia     | Australia | 0             | 3        |                    |                    |  |  |                    |                    |
|  | Australia     |           |               | 3        |                    |                    |  |  |                    |                    |
|  | Pakistan      | 2         |               |          |                    |                    |  |  |                    |                    |
|  | Pakistan      | 2         | Australia     | 3        | Finale 3º/4º posto | Finale 3º/4º posto |  |  |                    |                    |
|  |               |           | Australia     | 3        | Finale 3º/4º posto | Finale 3º/4º posto |  |  |                    |                    |
|  |               | Giappone  | 2             |          |                    |                    |  |  |                    |                    |
|  | Giappone      | Giappone  | 2             | 3        | Corea del Sud      | 1                  |  |  |                    |                    |
|  | Giappone      |           |               | 3        | Corea del Sud      | 1                  |  |  |                    |                    |
|  | Cina          | 1         |               | Giappone | 3                  |                    |  |  |                    |                    |
|  | Cina          | 1         |               |          | 3                  |                    |  |  |                    |                    |
|  |               |           |               |          |                    |                    |  |  |                    |                    |
|  |               |           |               |          |                    |                    |  |  |                    |                    |

##### Quarti di finale
| 19 settembre 2019 Azadi Indoor Stadium, Teheran Durata: 1h:54 - Spettatori: 200   | Australia     | 3 - 2 | Pakistan      | 21-25, 21-25, 25-18, 25-14, 15-13 |
| 19 settembre 2019 Azadi Indoor Stadium, Teheran Durata: 1h:59 - Spettatori: 200   | Corea del Sud | 3 - 1 | India         | 25-20, 25-23, 20-25, 25-21        |
| 19 settembre 2019 Azadi Indoor Stadium, Teheran Durata: 2h:03 - Spettatori: 500   | Giappone      | 3 - 1 | Cina          | 25-23, 25-17, 18-25, 25-22        |
| 19 settembre 2019 Azadi Indoor Stadium, Teheran Durata: 1h:24 - Spettatori: 2 700 | Iran          | 3 - 0 | Taipei cinese | 25-19, 27-25, 25-21               |

##### Semifinali
| 20 settembre 2019 Azadi Indoor Stadium, Teheran Durata: 2h:14 - Spettatori: 4 500 | Corea del Sud | 1 - 3 | Iran     | 25-22, 23-25, 22-25, 22-25        |
| 20 settembre 2019 Azadi Indoor Stadium, Teheran Durata: 2h:16 - Spettatori: 2 500 | Australia     | 3 - 2 | Giappone | 20-25, 25-18, 16-25, 25-22, 15-12 |

##### Finale 3º posto
| 21 settembre 2019 Azadi Indoor Stadium, Teheran Durata: 2h:01 - Spettatori: 3 000 | Corea del Sud | 1 - 3 | Giappone | 23-25, 17-25, 25-23, 22-25 |

##### Finale
| 21 settembre 2019 Azadi Indoor Stadium, Teheran Durata: 1h:41 - Spettatori: 10 200 | Iran | 3 - 0 | Australia | 25-14, 25-17, 25-21 |

#### Finali 5º e 7º posto
|  | Semifinali    | Semifinali    | Semifinali |      |               | Finale 5º/6º posto | Finale 5º/6º posto | Finale 5º/6º posto |  |
|  |               |               |            |      |               |                    |                    |                    |  |
|  | India         | India         | 1          |      |               |                    |                    |                    |  |
|  | India         | India         | 1          |      |               |                    |                    |                    |  |
|  | Taipei cinese | Taipei cinese | 3          |      |               |                    |                    |                    |  |
|  | Taipei cinese | Taipei cinese | 3          |      | Taipei cinese | Taipei cinese      | 3                  |                    |  |
|  |               |               |            |      | Taipei cinese | Taipei cinese      | 3                  |                    |  |
|  |               |               | Cina       | Cina | 1             |                    |                    |                    |  |
|  | Pakistan      | Pakistan      | Cina       | Cina | 1             | 1                  |                    |                    |  |
|  | Pakistan      | Pakistan      |            |      |               | 1                  |                    |                    |  |
|  | Cina          | Cina          | 3          |      |               | Finale 7º/8º posto | Finale 7º/8º posto | Finale 7º/8º posto |  |
|  | Cina          | Cina          | 3          |      |               |                    |                    |                    |  |
|  |               |               |            |      |               |                    |                    |                    |  |
|  |               |               |            |      |               | India              | India              | 2                  |  |
|  |               |               |            |      |               | India              | India              | 2                  |  |
|  |               |               |            |      |               | Pakistan           | Pakistan           | 3                  |  |

##### Semifinali
| 20 settembre 2019 Azadi Indoor Stadium, Teheran Durata: 1h:40 - Spettatori: 50  | India    | 1 - 3 | Taipei cinese | 25-20, 22-25, 11-25, 16-25 |
| 20 settembre 2019 Azadi Indoor Stadium, Teheran Durata: 1h:51 - Spettatori: 550 | Pakistan | 1 - 3 | Cina          | 17-25, 19-25, 25-15, 24-26 |

##### Finale 7º posto
| 21 settembre 2019 Azadi Indoor Stadium, Teheran Durata: 2h:14 - Spettatori: 200 | India | 2 - 3 | Pakistan | 23-25, 21-25, 25-20, 25-19, 6-15 |

##### Finale 5º posto
| 21 settembre 2019 Azadi Indoor Stadium, Teheran Durata: ? - Spettatori: ? | Taipei cinese | 3 - 1 | Cina | 25-16, 23-25, 25-20, 25-16 |

#### Finali 9º e 11º posto
|  | Semifinali | Semifinali | Semifinali |            |       | Finale 9º/10º posto  | Finale 9º/10º posto  | Finale 9º/10º posto  |  |
|  |            |            |            |            |       |                      |                      |                      |  |
|  | Qatar      | Qatar      | 3          |            |       |                      |                      |                      |  |
|  | Qatar      | Qatar      | 3          |            |       |                      |                      |                      |  |
|  | Indonesia  | Indonesia  | 0          |            |       |                      |                      |                      |  |
|  | Indonesia  | Indonesia  | 0          |            | Qatar | Qatar                | 3                    |                      |  |
|  |            |            |            |            | Qatar | Qatar                | 3                    |                      |  |
|  |            |            | Kazakistan | Kazakistan | 1     |                      |                      |                      |  |
|  | Thailandia | Thailandia | Kazakistan | Kazakistan | 1     | 2                    |                      |                      |  |
|  | Thailandia | Thailandia |            |            |       | 2                    |                      |                      |  |
|  | Kazakistan | Kazakistan | 3          |            |       | Finale 11º/12º posto | Finale 11º/12º posto | Finale 11º/12º posto |  |
|  | Kazakistan | Kazakistan | 3          |            |       |                      |                      |                      |  |
|  |            |            |            |            |       |                      |                      |                      |  |
|  |            |            |            |            |       | Indonesia            | Indonesia            | 2                    |  |
|  |            |            |            |            |       | Indonesia            | Indonesia            | 2                    |  |
|  |            |            |            |            |       | Thailandia           | Thailandia           | 3                    |  |

##### Semifinali
| 19 settembre 2019 Azadi Volleyball Hall, Teheran Durata: 1h:12 - Spettatori: 150 | Qatar      | 3 - 0 | Indonesia  | 26-24, 25-17, 25-17               |
| 19 settembre 2019 Azadi Volleyball Hall, Teheran Durata: 2h:02 - Spettatori: 100 | Thailandia | 2 - 3 | Kazakistan | 25-23, 20-25, 20-25, 26-24, 12-15 |

##### Finale 11º posto
| 20 settembre 2019 Azadi Volleyball Hall, Teheran Durata: 2h:06 - Spettatori: 200 | Indonesia | 2 - 3 | Thailandia | 25-16, 28-30, 25-21, 17-25, 10-15 |

##### Finale 9º posto
| 20 settembre 2019 Azadi Volleyball Hall, Teheran Durata: 1h:53 - Spettatori: 250 | Qatar | 3 - 1 | Kazakistan | 25-12, 25-18, 29-31, 25-19 |

#### Finali 13º e 15º posto
|  | Semifinali | Semifinali | Semifinali |      |           | Finale 13º/14º posto | Finale 13º/14º posto | Finale 13º/14º posto |  |
|  |            |            |            |      |           |                      |                      |                      |  |
|  | Sri Lanka  | Sri Lanka  | 3          |      |           |                      |                      |                      |  |
|  | Sri Lanka  | Sri Lanka  | 3          |      |           |                      |                      |                      |  |
|  | Kuwait     | Kuwait     | 0          |      |           |                      |                      |                      |  |
|  | Kuwait     | Kuwait     | 0          |      | Sri Lanka | Sri Lanka            | 2                    |                      |  |
|  |            |            |            |      | Sri Lanka | Sri Lanka            | 2                    |                      |  |
|  |            |            | Oman       | Oman | 3         |                      |                      |                      |  |
|  | Hong Kong  | Hong Kong  | Oman       | Oman | 3         | 0                    |                      |                      |  |
|  | Hong Kong  | Hong Kong  |            |      |           | 0                    |                      |                      |  |
|  | Oman       | Oman       | 3          |      |           | Finale 15º/16º posto | Finale 15º/16º posto | Finale 15º/16º posto |  |
|  | Oman       | Oman       | 3          |      |           |                      |                      |                      |  |
|  |            |            |            |      |           |                      |                      |                      |  |
|  |            |            |            |      |           | Kuwait               | Kuwait               | 3                    |  |
|  |            |            |            |      |           | Kuwait               | Kuwait               | 3                    |  |
|  |            |            |            |      |           | Hong Kong            | Hong Kong            | 2                    |  |

##### Semifinali
| 19 settembre 2019 Azadi Volleyball Hall, Teheran Durata: 1h:12 - Spettatori: 50  | Sri Lanka | 3 - 0 | Kuwait | 25-17, 25-22, 25-18 |
| 19 settembre 2019 Azadi Volleyball Hall, Teheran Durata: 1h:23 - Spettatori: 100 | Hong Kong | 0 - 3 | Oman   | 21-25, 20-25, 17-25 |

##### Finale 15º posto
| 20 settembre 2019 Azadi Volleyball Hall, Teheran Durata: 2h:12 - Spettatori: 100 | Kuwait | 3 - 2 | Hong Kong | 19-25, 21-25, 25-19, 25-23, 15-12 |

##### Finale 13º posto
| 20 settembre 2019 Azadi Volleyball Hall, Teheran Durata: 2h:15 - Spettatori: 200 | Sri Lanka | 2 - 3 | Oman | 26-24, 16-25, 25-17, 18-25, 12-15 |

## Podio

### Campione
Formazione: 2 Milad Ebadipour, 4 Saeid Marouf, 5 Farhad Ghaemi, 6 Mohammad Mousavi, 7 Pouria Fayazi, 8 Mohammad Hazratpou, 9 Masoud Gholami, 10 Amir Ghafour, 15 Aliasghar Mojarad, 16 Ali Shafiei, 19 Mohammad Moazzen, 20 Porya Yali, 22 Amir Esfandiar, 24 Javad Karimi, CT: Igor Kolaković

### Secondo posto
Formazione: 1 Beau Graham, 2 Arshdeep Dosanjh, 4 Paul Sanderson, 6 Thomas Edgar, 8 Trent O'Dea, 9 Max Staples, 10 Jordan Richards, 11 Luke Perry, 12 Nehemiah Mote, 13 Samuel Walker, 15 Luke Smith, 18 Lincoln Williams, 21 Nicholas Butler, 23 James Weir, CT: Mark Lebedew

### Terzo posto
Formazione: 3 Naonobu Fujii, 4 Kunihiro Shimizu, 5 Tatsuya Fukuzawa , 6 Akihiro Yamauchi, 8 Masahiro Yanagida, 10 Taichiro Koga, 11 Yūji Nishida, 12 Masahiro Sekita, 13 Naoya Takano, 14 Yūki Ishikawa, 15 Haku Ri, 16 Kentarō Takahashi, 18 Tomohiro Yamamoto, 20 Taishi Onodera, CT: Yuichi Nakagaichi

## Classifica finale
| Pos | Squadra       | Qualificazione                                                       |
| --- | ------------- | -------------------------------------------------------------------- |
|     | Iran          | Qualificazioni asiatiche e oceaniane ai Giochi della XXXII Olimpiade |
|     | Australia     | Qualificazioni asiatiche e oceaniane ai Giochi della XXXII Olimpiade |
|     | Giappone      |                                                                      |
| 4   | Corea del Sud | Qualificazioni asiatiche e oceaniane ai Giochi della XXXII Olimpiade |
| 5   | Taipei cinese | Qualificazioni asiatiche e oceaniane ai Giochi della XXXII Olimpiade |
| 6   | Cina          | Qualificazioni asiatiche e oceaniane ai Giochi della XXXII Olimpiade |
| 7   | Pakistan      | Qualificazioni asiatiche e oceaniane ai Giochi della XXXII Olimpiade |
| 8   | India         | Qualificazioni asiatiche e oceaniane ai Giochi della XXXII Olimpiade |
| 9   | Qatar         | Qualificazioni asiatiche e oceaniane ai Giochi della XXXII Olimpiade |
| 10  | Kazakistan    |                                                                      |
| 11  | Thailandia    |                                                                      |
| 12  | Indonesia     |                                                                      |
| 13  | Oman          |                                                                      |
| 14  | Sri Lanka     |                                                                      |
| 15  | Kuwait        |                                                                      |
| 16  | Hong Kong     |                                                                      |

## Premi individuali
| Premio                | Nome              | Squadra       |
| --------------------- | ----------------- | ------------- |
| MVP                   | Thomas Edgar      | Australia     |
| Miglior palleggiatore | Saeid Marouf      | Iran          |
| Miglior opposto       | Amir Ghafour      | Iran          |
| Miglior schiacciatore | Yūki Ishikawa     | Giappone      |
| Miglior schiacciatore | Samuel Walker     | Australia     |
| Miglior centrale      | Shin Yung-suk     | Corea del Sud |
| Miglior centrale      | Mohammad Mousavi  | Iran          |
| Miglior libero        | Tomohiro Yamamoto | Giappone      |